# Ellis Avery
Ellis Avery nacida Elisabeth Atwood (Columbus, 25 de octubre de 1972 - 15 de febrero de 2019) fue una escritora y poeta estadounidense. 

## Trayectoria
Avery creció en Columbus, Ohio y Princeton, Nueva Jersey. Nacida como Elisabeth Atwood, cambió legalmente su nombre a Ellis Avery cuando tenía 18 años. Como Elisabeth Atwood, Avery asistió a la Columbus School for Girls, y a la Princeton Day School,donde se graduó un año antes de lo habitual, en 1989. Mientras estudiaba en Princeton Day School, Avery fue editora y colaboradora de la revista literaria Cymbals, cantó a capela en el grupo competitivo Madrigals de la escuela, participó en el club de teatro, y obtuvo una Beca al Mérito.
Después de Princeton Day School, Avery asistió al Bryn Mawr College, donde se graduó en 1993 con una especialización independiente en Estudios de Performance. Mientras estuvo en Bryn Mawr, fue editora y colaboradora frecuente de The College News.  Posteriormente, obtuvo un MFA(Master of Fine Arts) en Escritura en el Goddard College, completando la mayor parte del programa de forma remota y asistiendo a períodos cortos de residencia en el campus.
Avery fue profesora en el Departamento de Inglés de la Universidad de California, Berkeley. Posteriormente, enseñó escritura creativa en la Universidad de Columbia durante varios años antes de su fallecimiento en 2019.
En 2012, a Avery se le diagnosticó leiomiosarcoma, un tipo raro de cáncer que afecta el tejido del músculo liso. Desde septiembre de 2017 hasta diciembre de 2018, obtuvo un título de enfermera especializada en el MGH Institute of Health Professions y fue incluida a título póstumo en Sigma Theta Tau, la Sociedad de Honor de Enfermería. Murió el 15 de febrero de 2019.
Ganó dos premios Stonewall Book Awards (el único autor que lo ha hecho), uno en 2008 por su novela debut The Teahouse Fire y otro en 2013 por su segunda novela The Last Nude. The Teahouse Fire también ganó un premio literario Lambda por ficción debut lésbica y un premio de ficción de la biblioteca Ohioana en 2007. Ella misma publicó sus memorias, The Family Tooth, en 2015. Su último libro, Tree of Cats, se publicó de forma independiente de forma póstuma. Una lesbiana declarada, le sobrevive su esposa, Sharon Marcus.

## Temática
Los temas de la obra de Avery incluyen "cuerpos estéticamente disciplinados" y "la voluntad de hacer belleza que supere [el dolor]". Se interesó por la formación de la identidad queer antes de que lo queer fuera una "categoría social"; como tal, estuvo a la vanguardia de un movimiento de ficción histórica queer en el que el escenario histórico es, entre otras cosas, una alegoría de la niña queer que despierta a su identidad en un hogar que no puede reconocer ni nombrar su existencia. Avery y su esposa, Sharon Marcus, profesora de literatura inglesa y francesa, se influyeron mutuamente en su obra, compartiendo un interés común por cuestionar las construcciones sociales tradicionales sobre las relaciones entre mujeres y la identidad lesbiana en contextos históricos. En su obra posterior, a través de su lucha contra el cáncer y la artritis reactiva, Avery se interesó por las narrativas médicas tanto de los enfermos como de los profesionales de la medicina, y en 2018 dirigió un taller de narración y escritura sobre medicina narrativa en la Facultad de Medicina de Harvard.

## Reconocimientos
- 2002 - Lambda Literary Award a la ópera prima en la categoría de Ficción Lesbica por The Teahouse Fire.
- 2002 - Walter Rumsey Marvin Award [21] para escritores emergentes, Ohioana Library Association, por The Smoke Week [22][23]
- 2004 - Mención de honor del Eric Hoffer Award for Culture 2004, Premio del Libro de Notas de Escritores Notables de 2004 para la Cultura y Ganador del Premio Walter Rumsey Marvin de la Biblioteca Ohioana de 2002, todo por "La Semana del Humo: del 9 al 11 de septiembre de 2001".
- 2007 - Premio de ficción de la biblioteca Ohioana [21] por The Teahouse Fire [23][24]
- 2006 - Kiriyama Prize Notable Book por The Teahouse Fire [14]
- Booklist Top 10 First Novels on Audio de The Teahouse Fire [14]
- 2006 - Golden Crown Historical Fiction Award [25] por The Last Nude [14] [25]
- Premio de ficción Stonewall de la American Library Association por The Teahouse Fire en 2008  y The Last Nude en 2013.[17]

### The Ellis Avery Prize for Creative Writing
El 15 de febrero de 2020, la Columbia University School of the Arts anunció la creación del "Ellis Avery Prize for Creative Writing", que se otorgará anualmente a un estudiante graduado en el último año de la carrera de Escritura Creativa y que demuestre ser una promesa excepcional.

## Obras
- The Smoke Week - Gival Press, (2003)[22]
- The Teahouse Fire (2006)[14]
- The Last Nude (2012)[17]
- Broken Rooms (2014)[27]
- The Family Tooth (2015)[18]
- Editor, "Public Streets" series[28][29][30] en Public Books.[31]
- Tree of Cats (2020)[32]

## Haikus diarios
A partir del año 2000, Avery escribió haiku a diario. Los publicó en línea, en copia impresa en Broken Rooms (2014), en una colección autoeditada llamada 365 haiku de una línea en 2015, y en agendas de haiku al día para los años 2017, 2018 y 2019.